# Ludwig Prandtl

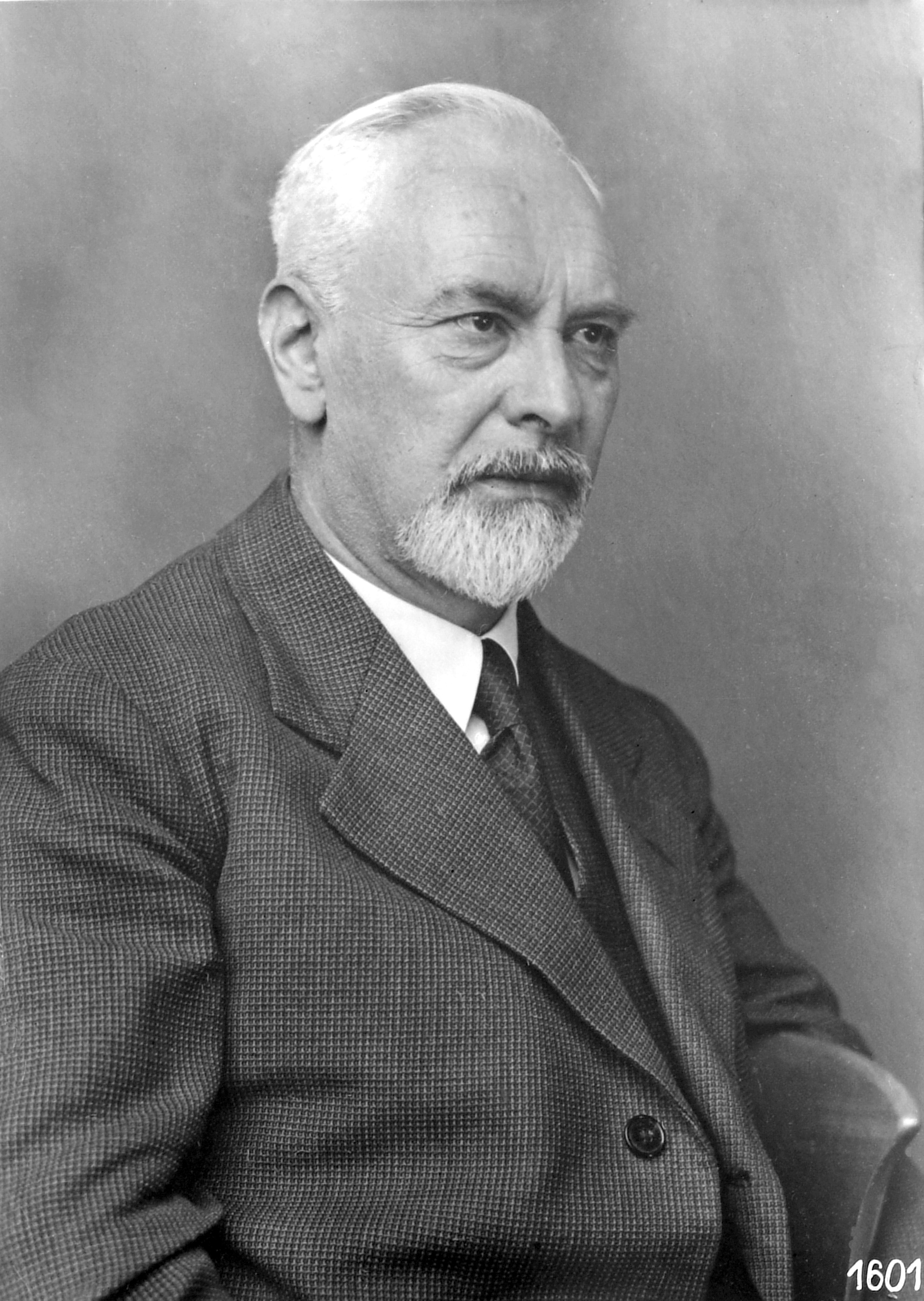
Ludwig Prandtl (1937)

Ludwig Prandtl (* 4. Februar 1875 in Freising; † 15. August 1953 in Göttingen) war ein deutscher Ingenieur. Er lieferte bedeutende Beiträge zum grundlegenden Verständnis der Strömungsmechanik und entwickelte die Grenzschichttheorie.

## Leben
Ludwig Prandtl war Sohn des Agrarwissenschaftlers und Professors Alexander Prandtl und seiner Ehefrau Magdalene geb. Ostermann. Der Chemiker Wilhelm Prandtl war sein Cousin. Nach Besuch der Freisinger Lateinschule und des Ludwigsgymnasiums in München begann Prandtl 1894 sein Studium an der Technischen Hochschule München. Während seines Studiums wurde er Mitglied des AGV München. Nach seiner Graduierung wurde er Assistent und später auch der Schwiegersohn des Mechanikprofessors August Föppl. Seine Dissertation reichte er am 14. November 1899 an der Universität München  als „geprüfter Maschinen-Ingenieur“ ein. 1900 wurde ihm der Dr. phil. zuerkannt.

### Berufliche Anfänge
Anschließend arbeitete er als Ingenieur bei der Maschinenfabrik Augsburg-Nürnberg an der Entwicklung von Fabrikanlagen. Bei der Arbeit an einer Absauganlage kam er erstmals mit der Strömungstechnik in Berührung. Seit 1902 war er Professor an der Technischen Hochschule Hannover, wobei sich insbesondere Carl Runge für ihn einsetzte. Damit war er der damals jüngste Professor in Preußen. In einem Vortrag beim 3. Internationalen Mathematiker-Kongress im August 1904 führte er die Hydrodynamische Grenzschicht und seine Grenzschichttheorie ein.

### Göttingen

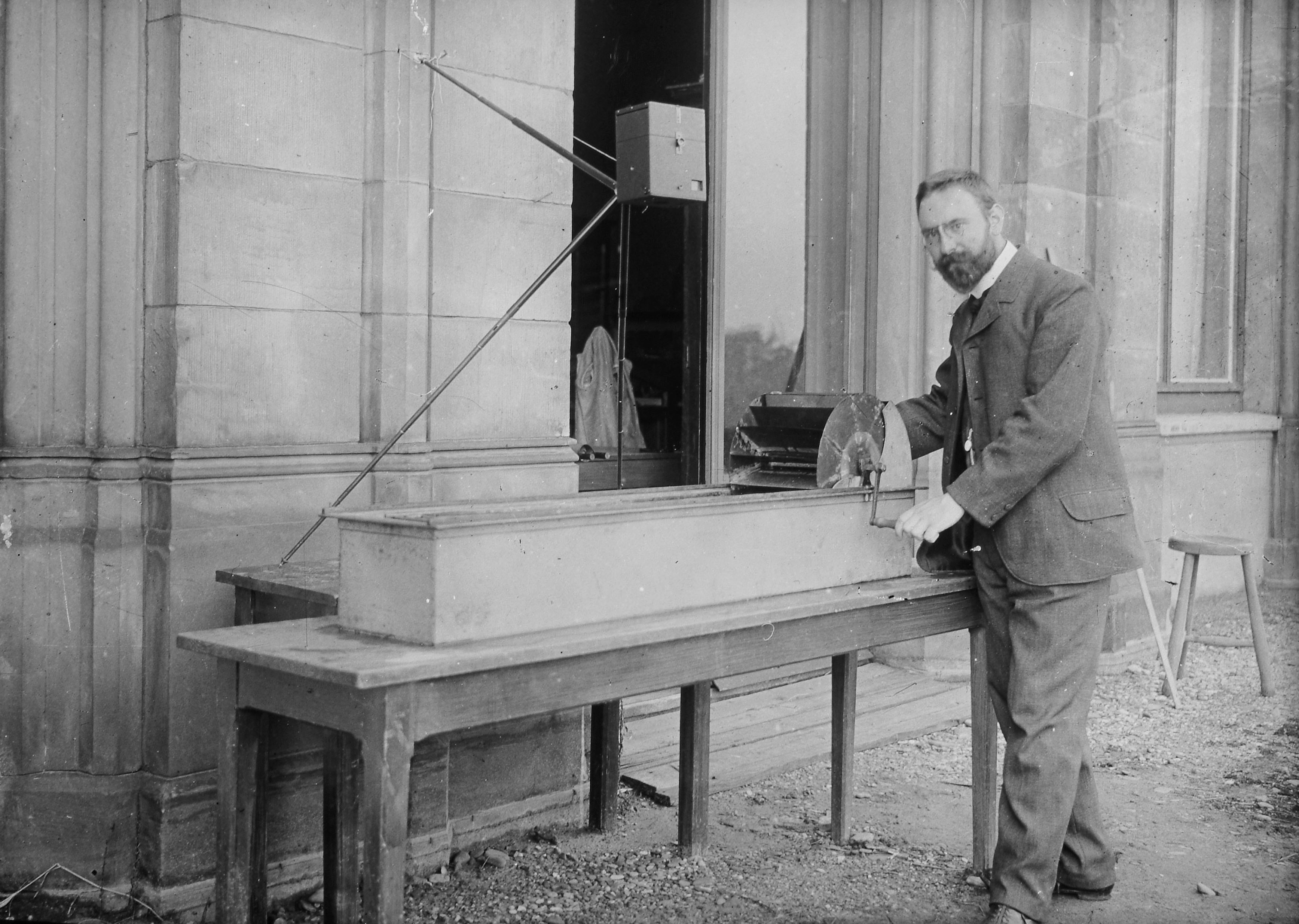
Ludwig Prandtl 1904 mit einem Wasserkanal, dem so genannten Prandtl-Kanal zur Visualisierung von Strömungsvorgängen

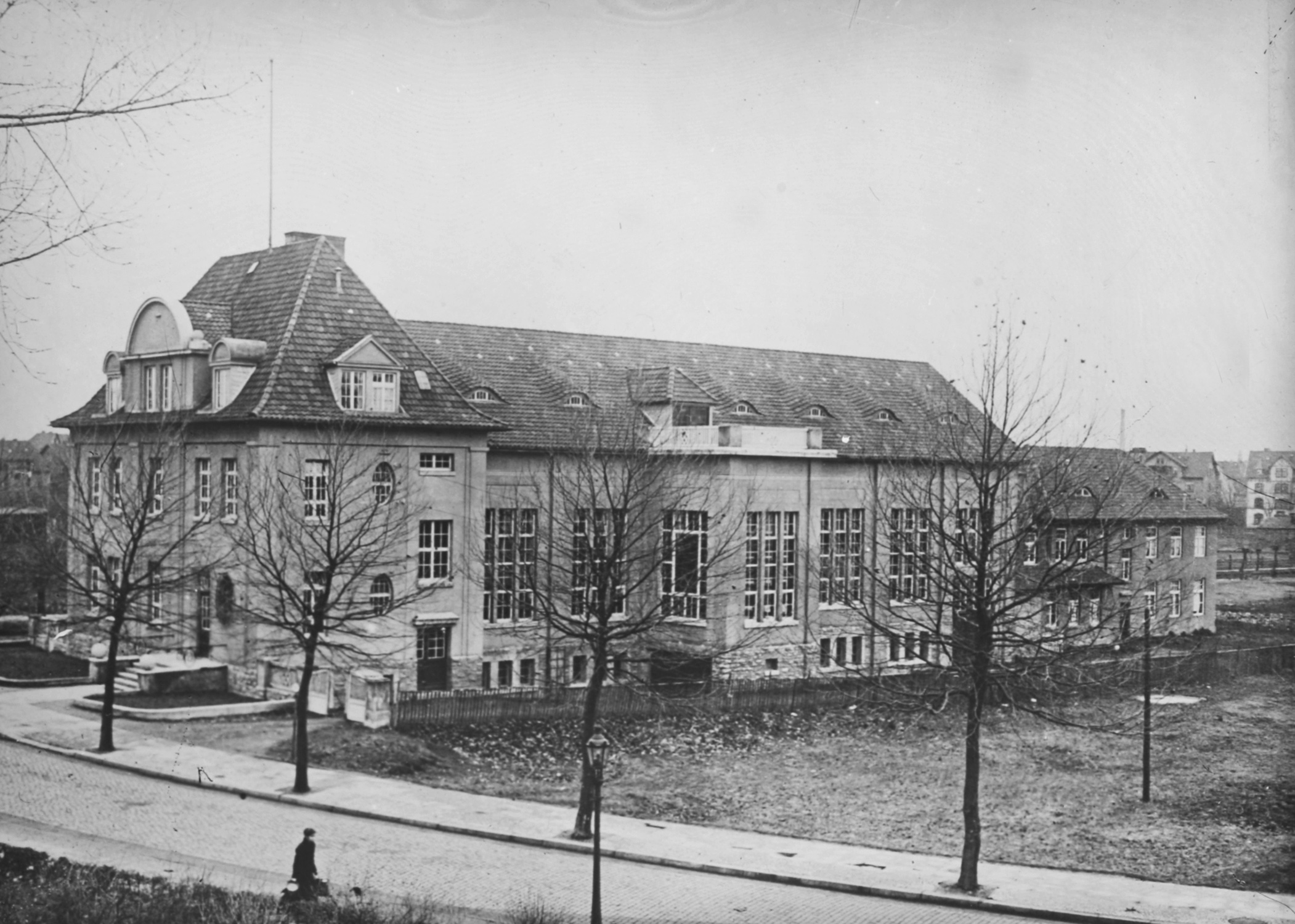
Gesamtansicht der von Prandtl gegründeten und geleiteten „Modellversuchsanstalt für Aerodynamik“ (MVA) in Göttingen, Böttingerstraße (1919). Die MVA wurde 1919 als „Aerodynamische Versuchsanstalt der Kaiser-Wilhelm-Gesellschaft“ in die Kaiser-Wilhelm-Gesellschaft übernommen und war 1969 die älteste Vorgängerorganisation des Deutschen Zentrums für Luft- und Raumfahrt (DLR).

Durch Unterstützung von Felix Klein lehrte er ab 1. September 1904 an der Georg-August-Universität Göttingen. Zunächst war er nur außerordentlicher Professor, was einen Abstieg im Vergleich zu Hannover bedeutete, erhielt aber, nachdem er einen Ruf an die TH Stuttgart ausgeschlagen hatte, eine ordentliche Professur. Von 1906 bis 1908 war Theodore von Kármán sein Doktorand. Mit der von ihm entwickelten Grenzschichttheorie als Referenz konnte er 1907/1908 seine Idee eines geschlossenen Windkanals als „Modellversuchsanstalt für Aerodynamik der Motorluftschiff-Studiengesellschaft“ in der Hildebrandstraße in Göttingen realisieren. Bei der Errichtung dieses weltweit ersten geschlossenen Windkanals wurde er organisatorisch von Felix Klein, dem Vorsitzenden der „Göttinger Vereinigung“ T. Böttinger und der Berliner Motorluftschiff-Studiengesellschaft unterstützt, die den Bau finanzierte. Aus diesem „Provisorium“ entwickelte und leitete Prandtl mit Hilfe verschiedener Träger ab 1915 die „Modellversuchsanstalt für Aerodynamik“ in der Böttingerstraße und die 1919 aus diesem Institut hervorgegangene „Aerodynamische Versuchsanstalt“ (AVA), die 1969 die älteste Vorgängerorganisation des Deutschen Zentrums für Luft- und Raumfahrt (DLR) war. 1907 erforschte er die Überschallströmung und die dabei entstehenden Stoßwellen, die bereits 1860 von dem Göttinger Mathematiker Bernhard Riemann theoretisch vorhergesagt worden waren. 1908 entwickelte er eine Tragflügeltheorie, die den Flugzeugbau beeinflusste. 1910 erforschte er turbulente Strömungen und u. a. den Einfluss der später nach ihm benannten Prandtl-Zahl.
Im Ersten Weltkrieg wurde seine im Aufbau befindliche Modellversuchsanstalt für Strömungsforschung in das Forschungsinstitut für Heer und Marine umgewandelt, wo ab 1917 auch das Bombenwerfen aus Luftschiffen und Flugzeugen optimiert wurde. Mit Max Michael Munk und Albert Betz (der 1936 sein Nachfolger bei der Aerodynamischen Versuchsanstalt Göttingen werden sollte) arbeitete er an einer wirksamen Formel zur Untersuchung des Auftriebs. 1919 brachte er eine bedeutsame Tragflügeltheorie hervor, anhand derer es erstmals möglich war, Tragflächenprofile mittels theoretischer Studien zu entwickeln. Prandtl untersuchte auch die Kompressibilität der Luft bei Unterschallgeschwindigkeit, auch als Prandtl-Glauert-Transformation bekannt. Ab 1920 arbeitete er zusammen mit Adolf Busemann an einem Windkanal für Überschallströmungen. 1922 war er Gründungspräsident der Gesellschaft für Angewandte Mathematik und Mechanik. 1929 entwickelte er eine Methode zur Berechnung von Überschalldüsen, die auch heute noch z. B. in Überschall-Windkanälen und Raketentriebwerken gebräuchlich ist.
Prandtl leitete von 1925 bis 1946 als Direktor das Kaiser-Wilhelm-Institut für Strömungsforschung, das dank seiner Initiative eingerichtet worden war. Seine dortigen Forschungen auf dem Gebiet der Strömungsforschung und der Wärmeschichtung wurden mit mindestens 16 Geräte- und Sachbeihilfen von der Notgemeinschaft der Deutschen Wissenschaft gefördert.
Während des Zweiten Weltkriegs wurde er 1942 Vorsitzender der Reichsstelle Forschungsführung des Reichsluftfahrtministers und Oberbefehlshabers der Luftwaffe, die Hermann Göring unterstellt war. Prandtl stand dem NS-Regime ideologisch nahe, so schrieb er 1937 an einen NACA-Vertreter: "Ich glaube, dass der Faschismus in Italien und der Nationalsozialismus in Deutschland sehr gute Anfänge eines neuen Denkens und einer neuen Wirtschaft darstellen." Prandtls Unterstützung für das Regime wird auch in seinen Briefen an G. I. Taylor und dessen Frau aus den Jahren 1938 und 1939 deutlich. Unter Bezugnahme auf die Behandlung der Juden durch Nazi-Deutschland schrieb Prandtl: "Der Kampf, den Deutschland leider gegen die Juden führen musste, war für seine Selbsterhaltung notwendig." Prandtl behauptete auch: "Wenn es zum Krieg kommt, liegt die Schuld, ihn durch politische Maßnahmen verursacht zu haben, diesmal eindeutig auf der Seite Englands."
Im deutschen Sprachraum wird nach Prandtl, zusammen mit Cyril Frank Colebrook, eine empirische Näherung an das Abflussgeschehen mit der Rohrreibungszahl benannt (Prandtl-Colebrook-Formel, im englischen Sprachraum: Colebrook-White-Gleichung). Prandtl war auch ein Pionier in der Plastizitätstheorie. So befruchtete seine Theorie plastischer Körper die Bodenmechanik bei der Analyse des Grundbruchs. Nach ihm sind der Prandtl-Körper, ein rheologisches Modell, und die Prandtlsonde zur Messung der Geschwindigkeit von Luftfahrzeugen benannt. Ihm zu Ehren verleiht die Deutsche Gesellschaft für Luft- und Raumfahrt den Ludwig-Prandtl-Ring für Verdienste durch hervorragende eigene Arbeiten um die Flugwissenschaften in all ihren Disziplinen.

### Familie
Er war seit 1909 mit Gertrud Föppl, der Tochter von August Föppl, verheiratet und hatte zwei Töchter. Die jüngere Tochter, Johanna (später: Johanna Vogel-Prandtl), verfasste später eine Biographie über ihren Vater. Er war zudem der Schwager von Otto Föppl (Maschinenbauingenieur an der TH Braunschweig), Ludwig Föppl (Maschinenbauingenieur an der TH München) und Johannes (Hans) Thoma (Elektrotechniker an der TH Karlsruhe); letzterer war mit Else Föppl verheiratet.

## Sonstiges
Prandtl war Mitglied im Niedersächsischen Verein für Luftschiffahrt.

## Schriften

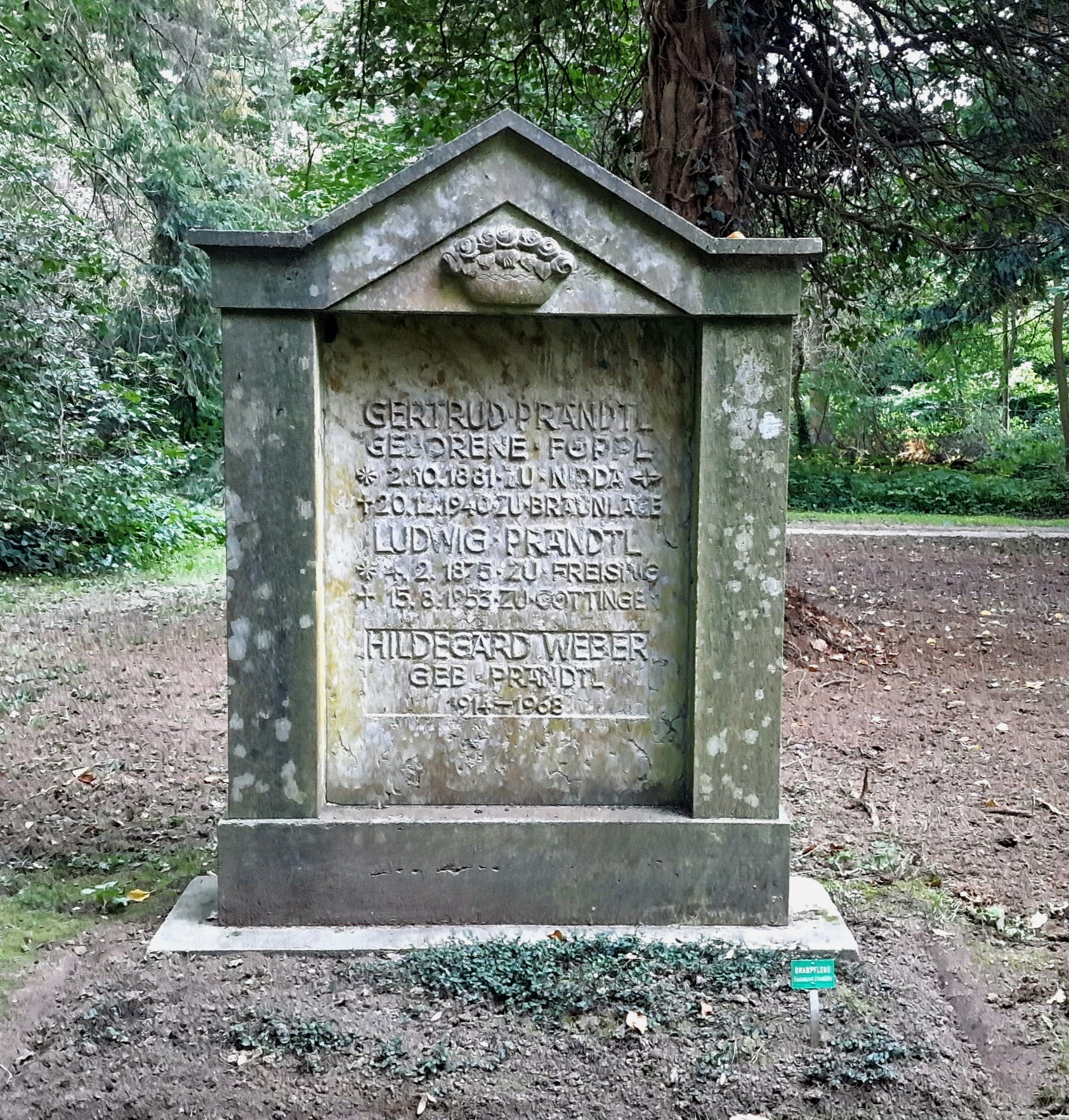
Grabstein Ludwig Prandtl auf dem Stadtfriedhof Göttingen

1931 erschien sein Lehrbuch Führer durch die Strömungslehre, das von Anfang an als das Standardwerk der Strömungslehre galt. Der Prandtl wurde später durch renommierte Strömungswissenschaftler stets aktualisiert und ist 2007 in der aktuellen 11. Auflage von 2002 erhältlich.
- Führer durch die Strömungslehre. Springer Verlag, 13. Auflage. 2012, Springer Verlag, bearbeitet von Herbert Oertel, Martin Böhle
  - zuerst als Abriß der Strömungslehre, Vieweg 1931.
  - 9. Auflage. Vieweg/Teubner 1990, bearbeitet von Klaus Oswatitsch, Karl Wieghardt
  - 11. Auflage: Prandtl – Führer durch die Strömungslehre. Grundlagen und Phänomene. Vieweg Verlag, Braunschweig 2002, ISBN 3-528-48209-5 (bearbeitet von Herbert Oertel).
- Gesammelte Abhandlungen: zur angewandten Mechanik, Hydro- und Aerodynamik. 3 Bände. Springer, 1961 (Hrsg. Walter Tollmien, Hermann Schlichting, Henry Görtler)
- Vier Abhandlungen zur Hydrodynamik und Aerodynamik: Flüssigkeit mit kleiner Reibung; Tragflügeltheorie, I. und II. Mitteilung; Schraubenpropeller mit geringstem Energieverlust. Kaiser Wilhelm Institut für Strömungsforschung, 1927; Neuauflage von Albert Betz, Göttinger Universitätsverlag, 2010.
- Hydro- und Aeromechanik, nach Vorlesungen von L. Prandtl von Oskar Tietjens. 2 Bände. Springer Verlag, 1929, 1931

## Ehrungen (Auswahl)

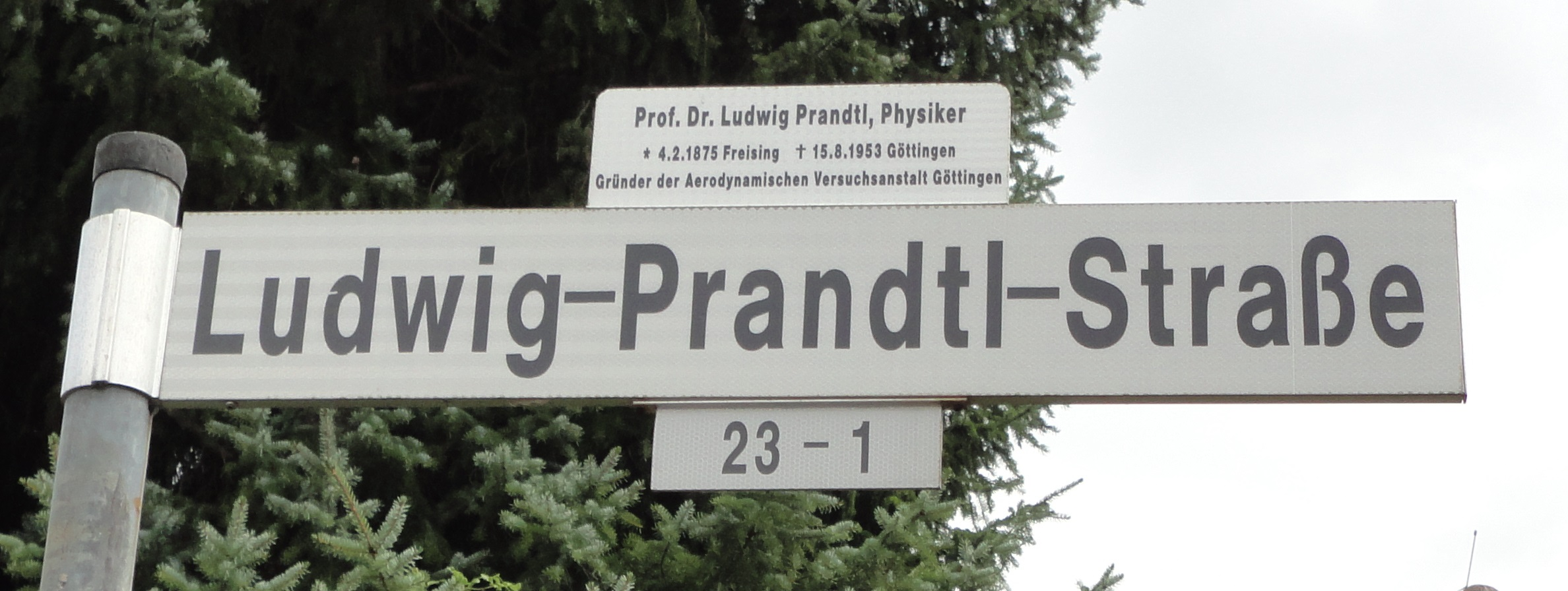
Göttingen

Namensgeber
Ludwig-Prandtl-Straße in Waltenhofen
Ludwig-Prandtl-Straße in Weende (Göttingen)
Ludwig-Prandtl-Straße in Berlin-Bohnsdorf
Ludwig-Prandtl-Straße in Garching bei München
Mondkrater „Prandtl“ (1970)
Ludwig Prandtl (Forschungsschiff) (1983)
Prandtl-Körper (Reihenschaltung eines Hooke-Elementes mit einem St.-Venant-Element)
Prandtl-Zahl (Dimensionslose Kennzahl, welche die kinematische Viskosität mit der Temperaturleitfähigkeit eines Fluids ins Verhältnis setzt)
Prandtlsonde (Strömungstechnisches Messinstrument zur Bestimmung des Staudrucks)
Preise, Medaillen, Orden
Ackermann-Teubner-Gedächtnispreis (1918)
Goldener Ehrenring des Freistaats Bayern (1926)
Grashof-Denkmünze des Vereins Deutscher Ingenieure (1929)
Daniel Guggenheim Medaille (1930)
Ernst-Abbe-Gedächtnispreis (1935)
Harnack-Medaille der Kaiser-Wilhelm-Gesellschaft (1936)
Goethe-Medaille für Kunst und Wissenschaft (1940)
Wilhelm-Exner-Medaille (1951)
Verdienstorden der Bundesrepublik Deutschland, Großes Verdienstkreuz (1953)
Goldene Medaille der Royal Aeronautical Society
Akademiemitgliedschaften
Akademie der Wissenschaften zu Göttingen (1914)
Fellow der Royal Society (1928)
Königliche Gesellschaft der Wissenschaften in Uppsala (1928)
American Academy of Arts and Sciences (1929)
Deutsche Akademie der Naturforscher Leopoldina (1936)
Königlich-Preußische Akademie der Wissenschaften (1937)
Bayerische Akademie der Wissenschaften (1942)
Ehrendoktor
Technische Hochschule Danzig (1920)
ETH Zürich (1930)
Deutsche Technische Hochschule Prag (1932)
Norwegische Technische Hochschule, Trondheim (1935)
Polytechnische Universität Bukarest (1942)
İstanbul Teknik Üniversitesi (1952)
Ehrenmitglied
London Mathematical Society (1924)
Japan Society of Mechanical Engineers (1930)
Institute of the Aeronautical Sciences, New York (1933)
Deutsche Rheologische Gesellschaft (1952)
Ehrenämter
Präsident der Deutschen Gesellschaft für Luft- und Raumfahrt